# Holthuizen (Overijssel)
Holthuizen (Nedersaksisch: Holthuuzn) is een buurtschap in de Twentse gemeente Haaksbergen in de Nederlandse provincie Overijssel. Het ligt ten westen van Haaksbergen, ten zuiden van St. Isidorushoeve en ten noordoosten van Brammelo.

## Geschiedenis
Holthuizen werd in de middeleeuwen reeds vermeld als Holthusen (vóór 1497).
In het verleden vormde Holthuizen samen met de buurschappen Stepelo en Eppenzolder een marke. Mogelijk vormde het eerst een zelfstandige marke en werd het pas in de 17e eeuw bij Stepelo en Eppenzolder gevoegd.
Hoofdplaats: Haaksbergen    Dorpen: Buurse · St. Isidorushoeve

Buurtschappen: Boekelo · Brammelo · Den Braam · Eppenzolder · Harmöle · Holthuizen · Honesch · Langelo · Stepelo

Overijssel · Steden en dorpen in Overijssel      Nederland · Provincies · Gemeenten